# 若松町

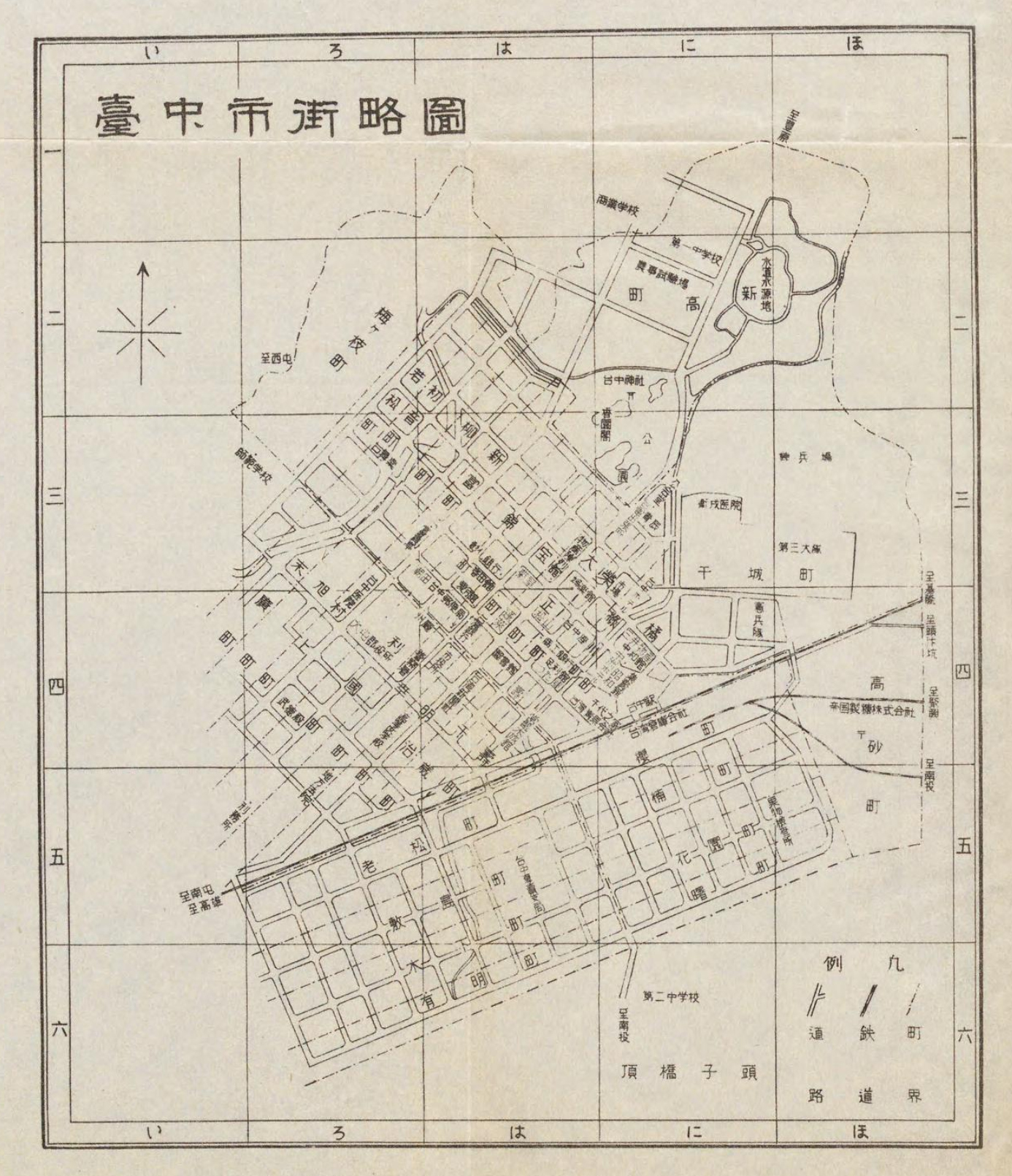
臺中市街略圖

若松町為台灣日治時期臺中州臺中市的町，分為七丁目；其最初在1916年公告為通稱町名，在1926年4月1日的町名改正公告中才正式設立，原臺中市大字的臺中改為31個町。

## 町內設施
三丁目
- 台灣軌道株式會社台中出張所